# Jemerson
Jemerson de Jesus Nascimento, mer känd som endast Jemerson, född 24 augusti 1992 i Jeremoabo, är en brasiliansk fotbollsspelare som spelar för Atlético Mineiro.

## Klubbkarriär
Den 31 januari 2016 värvades Jemerson av Monaco, där han skrev på ett femårskontrakt. Den 20 mars 2016 debuterade Jemerson i Ligue 1 i en 2–0-vinst över Paris Saint-Germain.
Den 5 november 2020 återvände Jemerson till Brasilien och skrev på för Corinthians. Den 8 oktober 2021 värvades Jemerson av franska Metz. Den 20 juni 2022 blev han klar för en återkomst i Atlético Mineiro.

## Landslagskarriär
Den 13 juni 2017 debuterade Jemerson för Brasiliens landslag i en 4–0-vinst över Australien, där han byttes in i den 78:e minuten mot Thiago Silva.

## Meriter
Atlético Mineiro
- Copa Libertadores: 2013
- Recopa Sudamericana: 2014
- Copa do Brasil: 2014
- Campeonato Mineiro: 2013, 2015

Monaco
- Ligue 1: 2016/2017